# Mijaíl Ivanov
Mijaíl Petróvich Ivanov –en ruso, Михаил Петрович Иванов– (Óstrov, URSS, 20 de noviembre de 1977) es un deportista ruso que compitió en esquí de fondo. 
Participó en los Juegos Olímpicos de Salt Lake City 2002, obteniendo una medalla de oro en la prueba de 50 km. Ganó una medalla de bronce en el Campeonato Mundial de Esquí Nórdico de 2001, en los 30 km.

## Palmarés internacional
| Juegos Olímpicos   | Juegos Olímpicos                | Juegos Olímpicos  | Juegos Olímpicos |
| Año                | Lugar                           | Medalla           | Prueba           |
| ------------------ | ------------------------------- | ----------------- | ---------------- |
| 2002               | Salt Lake City (Estados Unidos) | Medalla de oro    | 50 km            |
| Campeonato Mundial |                                 |                   |                  |
| Año                | Lugar                           | Medalla           | Prueba           |
| 2001               | Lahti (Finlandia)               | Medalla de bronce | 30 km            |